# Duplek
Duplek é um município da Eslovênia. A sede do município fica na localidade de Spodnji Duplek.